# Цваст
Цваст представља скуп цветова на заједничкој осовини. Биолошки значај цвасти је у томе што груписање цветова олакшава опрашивање јер инсекти за кратко време обиђу више цветова када су они груписани и лакше их уочавају у лишћу. Исто тако, цвасти са пуно ситних цветова лакше се покрећу ваздухом, што је важно за биљке које се опрашују ветром.
Заједничка осовина је вретено цвасти, које може да се грана:
- моноподијално или
- симподијално.

У зависности од тога како се вретено грана разликују се два основна типа цвасти: 
1. рацемозне и 
2. цимозне.

## Рацемозне (гроздасте) цвасти
- грозд
- клас
- гроња
- клип
- штит
- главица
- сложен штит
- метлица

Вретено ових цвасти грана се моноподијално, тако што осовина дуго расте, а од ње се образују бочне гране са цветовима, па се тек на крају на њеном врху развија цвет. Најмлађи цвет је увек онај на врху вретена. 
Врсте рацемозних цвасти су :
1. грозд, код кога се на дугачком вретену налазе цветови на дршкама исте дужине;
2. клас, на дугачком вретену се налазе седећи цветови;
3. гроња је, у ствари, грозд само што су цветне дршке различитих дужина, доњи, старији цветови имају дуже дршке;
4. штит, са кратког вретена полазе зракасто распоређене дршке исте дужине;
5. главица, вретено је проширено, кратко, задебљало и на њему се налазе седећи цветови;
6. клип је исто што и клас само што је вретено ваљкасто и задебљало;
7. реса је клас чије је вретено танко, витко и виси;
8. сложен клас, код кога се на вретену уместо цветова налазе класови;
9. сложен штит, са кратког вретена полазе штитови;
10. метлица је састављена од већег броја гроздова или класова.

## Цимозне (рачвасте) цвасти
- увојак
- кривударка
- дихазијум
- полихазијум

Вретено се грана симподијално тако што врло рано завршава раст доношењем цвета па се испод њега развијају једна или већи број бочних грана. Тако је цвет прве осовине најстарији. 
У зависности од тога колико се бочних осовина (једна, две или већи број) образује после прве разликују се три типа ових цвасти:
1. монохазијум, међу којима су најпознатије кривударка и увојак;
2. дихазијум и 
3. полихазијум.

## Галерија
- главица
- главица
- главица
- Главица: 1-језичасти (женски) и 2 - цевасти (хермафродитни)цветови.
- клас
- сложен штит
- сложен штит
- штит
- гроња
- гроња
- грозд